# Melissoptila otomita
Melissoptila otomita är en biart som först beskrevs av Cresson 1878.  Melissoptila otomita ingår i släktet Melissoptila och familjen långtungebin. Inga underarter finns listade i Catalogue of Life.